# Kathi Stimmer-Salzeder
Kathi Stimmer-Salzeder (* 1957 in Aschau am Inn, Oberbayern) ist eine deutsche Liedermacherin und Verlegerin.

## Leben
Kathi  Stimmer-Salzeder wuchs zusammen mit vier Geschwistern in einer religiös geprägten Familie auf. Die musikliebenden Eltern Kathi und Otto Stimmer förderten ihr musikalisches Talent und ließen sie unter anderem Flöte, Gitarre und Klavier erlernen. Während im Elternhaus hauptsächlich Volksmusik gespielt wurde, kam sie im Internat der Englischen Fräulein in Altötting mit dem Neuen Geistlichen Lied in Berührung. Im Alter von 13 Jahren schrieb sie ihr erstes Lied dieses Genres.
Nach dem Schulabschluss studierte sie in München Lehramt für Grund- und Hauptschulen mit den Schwerpunkten Musik und Religion. Seit 1980 ist sie mit Matthias Salzeder verheiratet und lebt mit ihrer Familie im gemeinsamen Heimatort. Während der Erziehungszeit der drei Kinder (geb. 1984, 1986, 1987) baute die Komponistin ihren Verlag  Musik und Wort auf, über den sie CDs und Notenmaterial mit ihren Liedern vertreibt.
Während der Schulzeit in Altötting gründete sich 1973 um Kathi Stimmer-Salzeder die Aschauer Rhythmusgruppe – das erste Ensemble, in dem ihre Lieder publik gemacht wurden. Die Gruppe gestaltete Jugend-, Wallfahrts- und Festgottesdienste. Während des 25-jährigen Bestehens der Aschauer Rhythmusgruppe verbreiteten sich die Lieder der Komponistin in Konzerträumen und Kirchen insbesondere im deutschsprachigen Raum. Einige ihrer Lieder fanden Eingang in Gesangbücher christlicher Kirchen. Ihr bisheriges kompositorisches Werk umfasst rund 500 Lieder und Instrumentalstücke.
Seit 1998 bringt Stimmer-Salzeder ihre musikalischen Werke mit dem Aschauer Stimm-Kreis auf die Bühne und gestaltet Gottesdienste und Workshops. Zudem leitete sie den Aschauer Kinderchor und gibt Instrumentalunterricht für Kinder.
Bei der Komposition ihrer Lieder hat sie den Anspruch, Musik zu machen, die für viele spielbar ist. Daher sind sämtliche Werke frei von GEMA-Gebühren.

## Lieder (Auswahl)
- Aus der Wurzel
- Das Saatkorn sieht die Ähre nicht
- Daß die Sonne jeden Tag
- Deine Gnade hast du auf mich gelegt
- Die Sonne glüht immer
- Dieses Leben haben
- Du bist im Lachen
- Du für mich
- Du wirst den Tod in uns wandeln in Licht
- Ehre sei Dir, unserm Gott
- Frieden wünsch’ ich dir (2000)
- Gehn oder stehn (1991)
- Geist wie Feuer
- Gloria, Ehre sei Gott (2008)
- Hast du heute schon gelacht
- Heilig, heilig, heilig (1984)
- Herr, bleib bei uns, sei unser Licht
- Herr, schenke uns dein Licht
- Ich bin der Weinstock
- Ich will dir danken, Gott
- In Bethlehem ganz unbequem
- Komm herein und nimm dir zeit für dich
- Lebt euer Leben mit Gott
- Mach dich auf
- Mit dir geh ich alle meine Wege (1998)
- Schau mich an mit den Augen deines Herzens
- Schenk uns Gedanken der Stille
- Sei Du bei mir
- Singt Gott, jubelt ihm
- Unsres Herzens Stimme
- Von der Freude
- Wag den Weg
- Welche Wärme
- Wenn jemand in Christus ist
- Wenn wir unsre Gaben bringen (1980)

## Auszeichnungen
- 2010: Oberbayerischer Kulturpreis